# زالومون فرنك
زالومون فرنك (بالألمانية: Salomon Franck)‏ هو شاعر قانوني ‏ وأمين مكتبة ومحامي وكاتب وشاعر ألماني، ولد في 6 مارس 1659 في فايمار في ألمانيا، وتوفي بنفس المكان في 11 يوليو 1725.

## وصلات خارجية
- زالومون فرنك على موقع ميوزك برينز (الإنجليزية)
- زالومون فرنك على موقع ديسكوغز (الإنجليزية)